# 陸中川井站
陸中川井站（日语：／ Rikuchū-Kawai eki */?）是位於日本岩手縣宮古市川井，屬於東日本旅客鐵道（JR東日本）的山田線車站。此站位於舊川井村的中心地區。

## 歷史
- 1933年11月30日：車站啟用[3][1][2]。當時站內設有陸中川井機車駐泊所。
- 1934年11月16日：陸中川井機車駐泊所廢止。
- 1946年11月26日：風災與水災的影響下，山田線不能通行。
- 1954年11月21日：此站重開[1]。
- 1982年：

- 9月20日：結束貨物起卸業務。
- 11月15日：結束行李起卸業務。成為無人車站（簡易委託化）。陸中川井站長廢止，由川內站站長管理此站。

- 1987年4月1日：隨國鐵分割民營化，車站由東日本旅客鐵道（JR東日本）營運[1][2]。
- 2018年4月22日：終止簡易委託，完全成為無人車站。由於川內站也無人化，此站由宮古站長管理[6]。
- 2019年3月23日：隨著宮古站由三陸鐵道管理，此站由盛岡站長管理[7]。

## 車站構造
車站是一座地面車站，設有1面1線的單式月台。曾經此站設有2面3線的月台，當時可進行列車交會，現時只使用舊1號月台（下行本線）。
此站是無人車站。車站大樓內的事務室部分現時成為了川井的士（川井交通有限公司）的事務所，從前該公司被委托發售車票（簡易委託）。車站大樓外觀與川內站相似。

## 使用狀況
根據「JR東日本」資料，以下為2000年度（平成12年度）- 2017年度（平成29年度）的1日平均乘車人次列表。
| 乘車人次變化       | 乘車人次變化     | 乘車人次變化 |
| 年度               | 1日平均 乘車人次 | 參考資料     |
| ------------------ | ---------------- | ------------ |
| 2000年（平成12年） | 49               | [ 統計 1 ]   |
| 2001年（平成13年） | 49               | [ 統計 2 ]   |
| 2002年（平成14年） | 45               | [ 統計 3 ]   |
| 2003年（平成15年） | 48               | [ 統計 4 ]   |
| 2004年（平成16年） | 49               | [ 統計 5 ]   |
| 2005年（平成17年） | 47               | [ 統計 6 ]   |
| 2006年（平成18年） | 42               | [ 統計 7 ]   |
| 2007年（平成19年） | 38               | [ 統計 8 ]   |
| 2008年（平成20年） | 39               | [ 統計 9 ]   |
| 2009年（平成21年） | 42               | [ 統計 10 ]  |
| 2010年（平成22年） | 42               | [ 統計 11 ]  |
| 2011年（平成23年） | 38               | [ 統計 12 ]  |
| 2012年（平成24年） | 42               | [ 統計 13 ]  |
| 2013年（平成25年） | 42               | [ 統計 14 ]  |
| 2014年（平成26年） | 40               | [ 統計 15 ]  |
| 2015年（平成27年） | 36               | [ 統計 16 ]  |
| 2016年（平成28年） | 34               | [ 統計 17 ]  |
| 2017年（平成29年） | 28               | [ 統計 18 ]  |

## 車站周邊
- 國道106號（日语：国道106号）
- 山崎Y商店（日语：ヤマザキYショップ）
- 宮古市北上山地民俗資料館
- 川井郵局
- 宮古市立川井小學
- 宮古市 川井綜合事務所（舊・川井村（日语：川井村 (岩手県)）公所）
- 岩手縣北巴士（日语：岩手県北自動車）「川井」巴士站（位於國道上）
- 川井地域巴士（日语：川井村営バス）「川井」巴士站（位於站前）

## 相鄰車站
東日本旅客鐵道（JR東日本）
■山田線
□快速「谷灣」
上米內－陸中川井－茂市
■普通
箱石－陸中川井－腹帶

## 注腳

### 統計資料
1. ↑  . 東日本旅客鐵道.   [2018-03-07]. （原始内容存档于2018-02-13） （日语）.
2. ↑  . 東日本旅客鐵道.   [2018-03-07]. （原始内容存档于2019-04-02） （日语）.
3. ↑  . 東日本旅客鐵道.   [2018-03-07]. （原始内容存档于2019-04-02） （日语）.
4. ↑  . 東日本旅客鐵道.   [2018-03-07]. （原始内容存档于2019-04-02） （日语）.
5. ↑  . 東日本旅客鐵道.   [2018-03-07]. （原始内容存档于2019-04-02） （日语）.
6. ↑  . 東日本旅客鐵道.   [2018-03-07]. （原始内容存档于2017-08-08） （日语）.
7. ↑  . 東日本旅客鐵道.   [2018-03-07]. （原始内容存档于2019-03-27） （日语）.
8. ↑  . 東日本旅客鐵道.   [2018-03-07]. （原始内容存档于2017-08-08） （日语）.
9. ↑  . 東日本旅客鐵道.   [2018-03-07]. （原始内容存档于2019-04-02） （日语）.
10. ↑  . 東日本旅客鐵道.   [2018-03-07]. （原始内容存档于2019-04-02） （日语）.
11. ↑  . 東日本旅客鐵道.   [2018-03-07]. （原始内容存档于2016-03-27） （日语）.
12. ↑  . 東日本旅客鐵道.   [2018-03-07]. （原始内容存档于2019-03-26） （日语）.
13. ↑  . 東日本旅客鐵道.   [2018-03-07]. （原始内容存档于2019-04-02） （日语）.
14. ↑  . 東日本旅客鐵道.   [2018-03-07]. （原始内容存档于2016-03-04） （日语）.
15. ↑  . 東日本旅客鐵道.   [2018-03-07]. （原始内容存档于2019-03-26） （日语）.
16. ↑  . 東日本旅客鐵道.   [2018-03-07]. （原始内容存档于2017-08-12） （日语）.
17. ↑  . 東日本旅客鐵道.   [2018-07-07]. （原始内容存档于2017-10-01） （日语）.
18. ↑  . 東日本旅客鐵道.   [2018-07-07]. （原始内容存档于2019-03-25） （日语）.

## 外部連結
- 車站資訊（陸中川井）：東日本旅客鐵道（日語）